# Stazione di Albano di Lucania
Stazione di Albano di Lucania vasútállomás Olaszországban, Albano di Lucania településen.

## Vasútvonalak
Az állomást az alábbi vasútvonalak érintik:
- Potenza-Brindisi-vasútvonal

## Kapcsolódó állomások
A vasútállomáshoz az alábbi állomások vannak a legközelebb:
- Stazione di Trivigno